# Spineni (gmina)
Spineni – gmina w Rumunii, w okręgu Aluta. Obejmuje miejscowości Alunișu, Cuza Vodă, Davidești, Optășani, Profa, Spineni i Vineți. W 2011 roku liczyła 2069 mieszkańców.